# Reloj comparador
Un reloj comparador o comparador de cuadrante es un instrumento de medición de dimensiones que se utiliza para comparar cosas mediante la medición indirecta del desplazamiento de una punta de contacto esférica cuando el aparato está fijo en un soporte. Consta de un mecanismo de engranajes o palancas que amplifica el movimiento del vástago en un movimiento circular de las agujas sobre escalas graduadas circulares que permiten obtener medidas con una precisión de centésimas o milésimas de milímetro (micras). Además existen comparadores electrónicos que usan sensores de desplazamiento angular de los engranajes y representan el valor del desplazamiento del vástago en un visualizador. 
La esfera del reloj que contiene la escala graduada puede girarse de manera que puede ponerse el cero del cuadrante coincidiendo con la aguja y realizar las siguientes medidas por comparación. El reloj comparador debe estar fijado a un soporte, cuya base puede ser magnética o fijada mecánicamente a un bastidor.
Es un instrumento que permite realizar controles dimensionales en la fabricación de manera rápida y precisa, por lo que es muy utilizado en la inspección de la fabricación de productos en series grandes.

## Lectura del reloj comparador
En la esfera del reloj comparador hay dos manecillas, la de menor tamaño indica los milímetros, y la mayor las centésimas de milímetro, primero se mira la manecilla pequeña y luego la mayor,del instrumento:
|  |  |  |

En la figura se pueden observar varios relojes. El primero indica 0 mm y en el segundo la lectura será 0,26 mm si bien el valor exacto es mayor (0,263 mm según se indica ), la lectura nunca debe de darse con mayor precisión que la apreciación que tenga el instrumento. En el tercer reloj la lectura será de 1,33 mm.
El uso mayoritario del reloj comparador es para determinar pequeñas diferencias de medida, en alineaciones o excentricidad, cuando se emplea para dimensiones que abarcan varios milímetros, es preciso percatarse, en la aguja pequeña, del milímetro exacto en el que se encuentra la medida, que puede ser más dificultoso que señalar la centésima de milímetro, indicada con la aguja grande, como se puede ver en la figura.
|  |  |  |

### El reloj comparador en medidas diferenciales

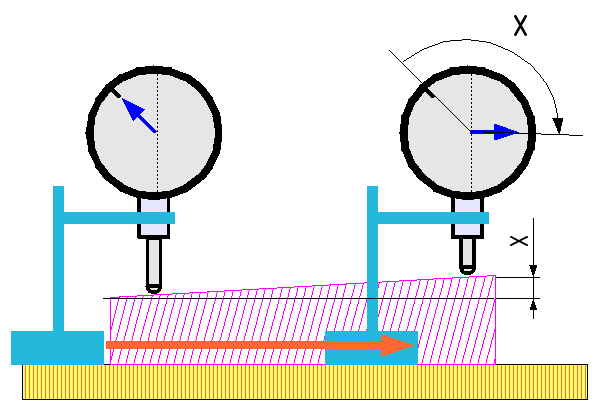
Comprobación de rectitud, planicidad o inclinación.

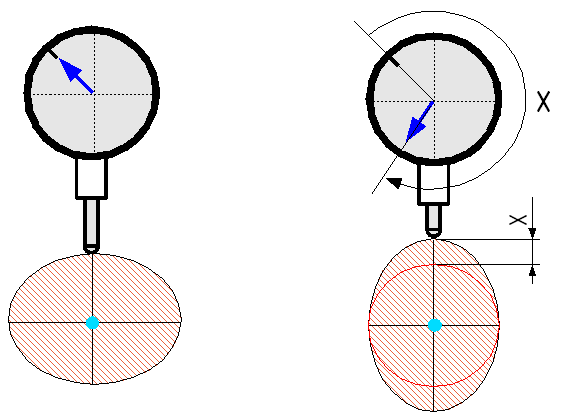
Comprobación de redondez o cilindridad.

En el caso de la pendiente de una superficie, se coloca el reloj comparador, en el soporte correspondiente, y tocando con el palpador se localiza el punto más bajo, que se emplea como referencia, luego deslizando el reloj se observa la variación de medida en los distintos puntos de la superficie.
Para comprobar la excentricidad o la redondez de un eje, se coloca este entre puntos, en un plato de garras o apoyado en cojinetes de modo que pueda girar libremente. Colocado el reloj en sentido radial respecto del eje a comprobar, se toma un punto como referencia y, girando el eje, se va comprobando la variación del radio en toda la periferia.
La utilización del reloj comparador para la verificación de cotas, mediante la medición de diferencias de alturas, es similar. Se establece un punto de la superficie como referencia y se determina la diferencia de alturas de los demás puntos de la superficie respecto a esa referencia.
Localizado el punto de referencia, se pone a cero la medida indicada en el reloj, girando la esfera haciendo coincidir el cero de la escala principal (centésimas o milésimas de milímetro, según el caso) con la aguja en ese momento. Esto normalmente no se hace con la escala de los milímetros, lo cual ha de tenerse en cuenta si la variación de medida es mayor a un milímetro, en cuyo caso la aguja de las centésimas dará más de una vuelta completa.
|  |  |  |  |  |

En la primera figura se tiene el reloj en el punto de referencia. En la segunda se ha girado la esfera hasta colocar el cero de la escala coincidente con la aguja. Las demás lecturas se harán sobre esta referencia.
Hay que tener en cuenta que girar la esfera, no modifica la posición de la punta de contacto, y que la escala de los milímetros permanece puede no estar a cero aunque se ponga la escala principal a cero. A continuación se muestra un ejemplo con un reloj que presenta una lectura cualesquiera cuando colocado sobre una superficie.
|  |  |  |

Si se gira la esfera del reloj haciendo coincidir el cero de la escala con la posición de la aguja, la lectura en esta escala será cero; en cambio, la indicación en la escala de los milímetros no ha variado. Si se desplaza la punta de contacto, como en la figura, la escala principal indicará el incremento de décimas o centésimas de milímetro, pero la aguja de los milímetros también habrá girado proporcionalmente, dando lugar a una nueva indicación a la que habrá que restar la indicación inicial para obtener la lectura correcta del desplazamiento del vástago.
Esto da lugar a dos formas diferentes en el uso del reloj comparador: la primera ya vista, donde hay una concordancia entre las dos escalas para realizar mediciones de varios milímetros; y esta segunda, donde se hace caso omiso de la escala de los milímetros, para realizar mediciones diferenciales de décimas o centésimas de milímetro.
En los relojes digitales esta diferencia no se da dado que este desfase, entre las dos escalas, no se produce.

## Reloj comparador digital

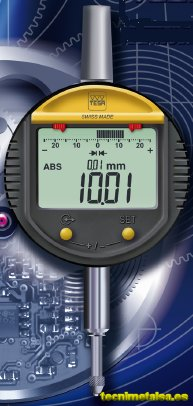
Reloj comparador digital norma DIN.

La aplicación de la electrónica a los aparatos de medida ha dado lugar a relojes comparadores de funcionamiento electrónico, que pueden presentar la lectura de la medición en un visualizador digital.
Un reloj comparador digital tiene una forma similar al tradicional, pero con las ventajas de la tecnología digital, presenta la información en una pantalla, en lugar de manecillas y permite, en muchos casos, su conexión a un ordenador o equipo electrónico.
Las características de un reloj digital son:
- Amplitud de medida.
- Apreciación.

- Conectividad

Puerto serie.
USB.
- Información en pantalla:

Lectura en formato digital.
Lectura en forma analógica.
Datos en milímetros.
Datos en pulgadas.
Estado de la batería.
- Funciones:

Puesta a cero.
Memoria de lecturas.
Fijación de lectura.
Establecer cuota máxima y mínima.

### Uso del comparador digital
Existe una enorme variedad de relojes comparadores digitales, básicamente su forma de utilización es similar, veamos un ejemplo ilustrativo de reloj digital, la amplitud de medición es de 20 mm, con una apreciación de 0’001 mm, en la pantalla presenta la información en forma analógica, en la parte superior, y digital. La escala analógica esta impresa en la pantalla y presenta la lectura mediante una barra de color azul hacia la derecha si el valor es positivo y una barra roja hacia la izquierda si es negativo.
La información digital la presenta en seis dígitos decimales, como se ve en la figura. Las distintas funciones: conexión desconexión, puesta a cero, fijación de lectura, etc. Se hacen mediante pulsadores.
|  |  |  |  |

Colocado el reloj en el soporte, y tocando el palpador sobre la superficie a comprobar, pulsamos el botón de puesta a cero y el reloj marcara cero en la pantalla, a partir de este momento este punto será el de referencia, y en la pantalla podremos ver la variación de medida en el desplazamiento del palpador, tanto en sentido positivo como negativo, dentro de la amplitud de medida que admita el aparato en cuestión, en este caso 20 mm.
|  |  |  |  |